# Fonetika
Fonetika (od grč. phōnētikós: 'glasovni') ili glasoslovlje jezikoslovna je znanstvena disciplina koja se bavi proučavanjem artikulacijskih i akustičkih obilježja glasova i govora.

## Podjela
Fonetika se može podijeliti na:
- artikulacijsku fonetiku
- akustičku fonetiku
- perceptivnu ili auditivnu fonetiku

### Artikulacijska fonetika
Artikulacijska fonetika proučava djelovanje artikulacijskih organa, to jest govornog prolaza. Pri proizvodnji govornih glasova razlikuju se mjesto i način izgovora. Zato su za opis glasova uspostavljena tri kriterija: zvučnost, način artikulacije i mjesto artikulacije.

### Akustička fonetika
Akustička fonetika proučava akustičke osobine glasova i govora. U glavne osobine govornih zvukova ubrajaju se: amplituda, frekvencija, trajanje i spektar.

### Perceptivna fonetika
Perceptivna ili auditivna fonetika proučava načine tumačenja glasova i govora.
Primjeri:
- amplituda se percipira kao glasnoća
- frekvencija se percipira kao visina tona
- trajanje se percipira kao duljina glasa

## Fonetska transkripcija
Govorni glasovi bilježe se s pomoću fonetske transkripcije. Budući da slovopis i pravopis nisu prikladni za potpun prikaz izgovora fonetičari upotrebljavaju specijalne sustave fonetskih simbola (npr. međunarodnu fonetsku abecedu).
Uobičajeno je označiti fonetsku transkripciju uglatim zagradama [ ].

## Vanjske poveznice
Mrežna mjesta
- fonetika Hrvatska enciklopedija
- Fonetičar/Fonetičarka, e-usmjeravanje.hzz.hr
- Odsjek za fonetiku, Filozofskog fakulteta u Zagrebu
- Govor, časopis za fonetiku